# Палавандишвили, Ахмед Ахмедович
Ахмед Ахмедович Палавандишвили (1917, село Чаисубани, Кобулетский уезд, Батумская область — 1986, Аджарская АССР, Грузинская ССР) — колхозник колхоза имени 1 мая Кобулетского района, Аджарская АССР, Грузинская ССР. Герой Социалистического Труда (1950).

## Биография
Родился в 1917 году в крестьянской семье в селе Чаисубани Кобулетского уезда.
С раннего возраста трудился в сельском хозяйстве. Во время коллективизации вступил в колхоз имени 1 мая Кобулетского района. В годы Великой Отечественной войны возглавлял чаеводческую бригаду. В конце 1940-х годов перешёл в рядовые колхозники.
В 1949 году собрал 6237 килограммов чайного листа на площади в 0,5 гектаров. Указом Президиума Верховного Совета СССР от 19 июля 1950 года удостоен звания Героя Социалистического Труда за «получение высоких урожаев сортового зелёного чайного листа и цитрусовых плодов в 1949 году» с вручением ордена Ленина и золотой медали «Серп и Молот» (№ 5229).
В последующем возглавлял овощеводческую бригаду в колхозе села Хала Кобулетского района.
Умер в 1986 году.